# 宮幡靖
宮幡 靖（みやはた やすし、1900年（明治33年）8月22日 - 1959年（昭和34年）5月13日）は、日本の政治家、計理士。

## 経歴
静岡県生まれ。1918年（大正7年）、静岡県立静岡中学校卒業。中学時代は野球部（現在の静岡高校野球部）に在籍した。1923年（大正12年）に明治大学商学部卒業後、富士身延鉄道（現・身延線）に入社後、1929年（昭和4年）に計理士・税理士となり、静岡県計理士会長、名古屋地方税務代理士会長等を歴任。
鷹岡町（現・富士市）議、同町長を経て、1946年（昭和21年）、第22回衆議院議員総選挙で静岡県から立候補したが次点で落選。1947年（昭和22年）、第23回衆議院議員総選挙で静岡2区から衆議院議員に当選して以降、3回連続当選。第3次吉田内閣で通商産業政務次官を務めた他、民主自由党総務、自由党産業復興計画委員長、自由党総務などを歴任した。1953年（昭和28年）の第26回衆議院議員総選挙で落選。1955年（昭和30年）の第27回衆議院議員総選挙には立候補しなかった。
このほか日本計理士会長、富士特殊工業(株)社長、日下部パルプ(株)監査役などを務めた。